# 朱祐樬
泰安恭簡王朱祐樬（1468年—1534年），明朝德藩第一代泰安王，德莊王朱見潾的庶長子，生母夫人王氏。

## 生平
成化十五年（1479年）十二月，獲賜名祐樬。成化十六年（1480年）九月，封泰安王。
嘉靖十三年（1534年），朱祐樬去世，享年六十七歲，諡號恭簡。兩年後，庶第五子朱厚燌襲爵。

## 家庭

### 妻
- 周氏，東城兵馬副指揮周昱次女，成化二十一年（1485年）八月冊為泰安王妃[6]，正德十一年（1516年）去世[7]。

### 子
- 庶長子：夭折
- 庶次子：夭折
- 庶三子：夭折
- 庶四子：夭折
- 庶五子：泰安端懿王朱厚燌[8]